# Ketsch
Ketsch (pronunțat [kɛt͡ʃ]) este o comună din landul Baden-Württemberg, Germania. Se află la o altitudine de 101 m deasupra nivelului mării. Are o suprafață de 16,52 km². Populația este de 13.141 locuitori, determinată în 31 decembrie 2023, prin actualizare statistică[*].